# Пам'ятки історії Охтирського району
У Охтирському районі Сумської області на обліку перебуває 61 пам'ятка історії.
| №  | Назва | Охоронний номер | Місце                                                                |
| -- | --- | --------------- | -------------------------------------------------------------------- |
| 1  | Могила Борисенка О. О., який загинув у Афганістані |                 | с. Аврамківщина, Грунська сільрада, кладовище                        |
| 2  | Братська могила радянських воїнів та пам'ятник воїнам-землякам                                                                                              | 755             | с. Бакирівка, центр сільради, центр села                             |
| 3  | Братська могила радянських воїнів та пам'ятник воїнам-землякам                                                                                              | 756             | с. Бугрувате, центр сільради, центр села                             |
| 4  | Братська могила радянських воїнів та пам'ятник воїнам-землякам                                                                                              | 1368            | с. Будне, Староіванівська сільрада, центр села                       |
| 5  | Могила Яризька С. О., який загинув у Афганістані |                 | с. Будне, Староіванівська сільрада, кладовище                        |
| 6  | Братська могила радянського воїна та партизанів | 1369            | с. Буро-Рубанівка, Довжицька сільрада, садиба Волошина Г. О.         |
| 7  | Могила радянського воїна | 1370            | с. Вербове, Височанська сільрада, кладовище                          |
| 8  | Братська могила радянських воїнів та пам'ятник воїнам-землякам                                                                                              | 762             | с. Високе, центр сільради, центр села                                |
| 9  | Братська могила радянських воїнів | 759             | с. Високе, центр сільради, подвір'я 2 обласної лікарні               |
| 10 | Братська могила радянських воїнів та пам'ятник воїнам-землякам                                                                                              | 760             | с. В'язове, центр сільради, центр села                               |
| 11 | Вітряк |                 | с. В'язове, центр сільради                                           |
| 12 | Братська могила радянських воїнів | 761             | с. В'язове, центр сільради, парк                                     |
| 13 | Братська могила радянських воїнів та пам'ятник воїнам-землякам                                                                                              | 763             | с. Гнилиця, центр сільради, центр села                               |
| 14 | Могила Щербака І. М., який загинув у Афганістані |                 | с. Гнилиця, центр сільради, кладовище                                |
| 15 | Братська могила радянських воїнів | 765             | с. Горяйстівка, Олешнянська сільрада, парк                           |
| 16 | Братська могила радянських воїнів, партизанів та пам'ятник воїнам-землякам                                                                                  | 764             | с. Грунь, центр сільради, центр села                                 |
| 17 | Братська могила учасників громадянської війни, Шпака Я. І. — учасника проведення колективізації, партизанів, радянських воїнів та пам'ятник воїнам-землякам | 766             | с. Довжик, центр сільради, центр села                                |
| 18 | Братська могила радянських воїнів | 769             | с. Жовтневе, Малопавлівська сільрада, центр села                     |
| 19 | Братська могила радянських воїнів | 767             | с. Журавне, Чернеччинська сільрада, центр села                       |
| 20 | Братська могила радянських воїнів | 768             | с. Журавне, Чернеччинська сільрада, кладовище                        |
| 21 | Братська могила радянських воїнів | 780             | с. Івахи, Рибальська сільрада, центр села                            |
| 22 | Братська могила радянських воїнів | 770             | с. Кардашівка, центр сільради, центр села                            |
| 23 | Братська могила радянських воїнів та пам'ятник воїнам-землякам                                                                                              | 775             | с. Карпилівка, центр сільради, центр села                            |
| 24 | Могила радянського воїна |                 | с. Климентове, Староіванівська сільрада, кладовище                   |
| 25 | Братська могила радянських воїнів та пам'ятник воїнам-землякам                                                                                              | 774             | с. Комиші, центр сільради, центр села                                |
| 26 | Могила Данилова М. Ф., який загинув у Афганістані |                 | с. Кудряве, Височанська сільрада, кладовище                          |
| 27 | Група братських могил (2): борців за встановлення радянської влади, радянських воїнів та пам'ятник воїнам-землякам                                          | 771             | с. Куземин, центр сільради, центр села                               |
| 28 | Братська могила радянських воїнів | 772             | с. Куземин, центр сільради, урочище Костенківщина                    |
| 29 | Братська могила радянських воїнів та пам'ятник воїнам-землякам                                                                                              | 757             | с. Куземин, центр сільради, біля відділення зв'язку                  |
| 30 | Братська могила радянських воїнів та пам'ятник воїнам-землякам                                                                                              | 778             | с. Лантратівка, центр сільради, центр села                           |
| 31 | Могила Ільченка Г. І. — радянського воїна | 1376            | с. Лисе, Олешнянська сільрада, біля в'їзду в село                    |
| 32 | Братська могила радянських воїнів та пам'ятник воїнам-землякам                                                                                              | 779             | с. Литовка, Бакирівська сільрада, центр села                         |
| 33 | Братська могила радянських воїнів, партизанів та пам'ятник воїнам-землякам                                                                                  | 777             | с. Лутище, центр сільради, центр села                                |
| 34 | Братська могила учасників громадянської війни, радянських воїнів та пам'ятник воїнам-землякам                                                               | 782             | с. Мала Павлівка, центр сільради, центр села                         |
| 35 | Братська могила радянських воїнів | 781             | с. Молодецьке, Гнилицька сільрада, центр села                        |
| 36 | Могила Вітра В. І., який загинув у Афганістані |                 | с. Оленинське, Чупахівська селищна рада, кладовище                   |
| 37 | Братська могила радянських воїнів | 786             | с. Олешня, центр сільради, центр села                                |
| 38 | Братська могила радянських воїнів | 783             | с. Олешня, центр сільради, кладовище                                 |
| 39 | Братська могила радянських воїнів | 785             | с. Олешня, центр сільради, біля сільради                             |
| 40 | Група індивідуальних могил радянських воїнів: Романовського В. О. та Юхнова П. С.                                                                           | 784             | с. Олешня, центр сільради, біля лікарні                              |
| 41 | Братська могила радянських воїнів та пам'ятник воїнам-землякам                                                                                              | 788             | с. Пологи, центр сільради, центр села                                |
| 42 | Братська могила радянських воїнів та пам'ятник воїнам-землякам                                                                                              | 787             | с. П'яткине, Грінченківська сільрада, центр села                     |
| 43 | Братська могила радянських воїнів | 789             | с. Рибальське, центр сільради, кладовище                             |
| 44 | Братська могила радянських воїнів, партизанів та пам'ятник воїнам-землякам                                                                                  | 790             | с. Розсохувате, Грінченківська сільрада, центр села                  |
| 45 | Братська могила радянських воїнів та пам'ятник воїнам-землякам                                                                                              | 792             | с. Сонячне, центр сільради, центр села                               |
| 46 | Братська могила радянських воїнів та пам'ятник воїнам-землякам                                                                                              | 793             | с. Сосонка, Староіванівська сільрада, центр села                     |
| 47 | Братська могила радянських воїнів та пам'ятник воїнам-землякам                                                                                              | 791             | с. Стара Іванівка, центр сільради, центр села                        |
| 48 | Братська могила радянських воїнів, партизанів та пам'ятник воїнам-землякам                                                                                  | 794             | с. Українка, Лутищанська сільрада, центр села                        |
| 49 | Братська могила радянських воїнів, партизанів та пам'ятник воїнам-землякам                                                                                  | 795             | с. Хухра, центр сільради, центр села                                 |
| 50 | Братська могила радянських воїнів та пам'ятник воїнам-землякам                                                                                              | 1379            | с. Чернеччина, центр сільради, центр села                            |
| 51 | Могила Готеляна М. П., який загинув у Афганістані |                 | с. Чернеччина, центр сільради, кладовище                             |
| 52 | Братська могила радянських воїнів та пам'ятник воїнам-землякам                                                                                              | 796             | с-ще Чупахівка, центр селищної ради, центр села                      |
| 53 | Братська могила радянських воїнів | 1793            | с-ще Чупахівка, центр селищної ради, кладовище                       |
| 54 | Могила Терещенка В. І., який загинув у Афганістані |                 | с-ще Чупахівка, центр селищної ради, кладовище                       |
| 55 | Могила Хоменка Д. М. — повного кавалера ордена «Слава» |                 | с-ще Чупахівка, центр селищної ради, кладовище                       |
| 56 | Цукровий завод |                 | с-ще Чупахівка, центр селищної ради                                  |
| 57 | Братська могила радянських воїнів | 797             | с. Шабалтаєве, В'язівська сільрада, біля ферми                       |
| 58 | Братська могила радянських воїнів | 798             | с. Шабалтаєве, В'язівська сільрада, біля дороги Куземин — Грунь      |
| 59 | Могила Литвинова В. Г. — радянського воїна | 802             | с. Шабалтаєве, В'язівська сільрада, садиба Шульги П. С.              |
| 60 | Братська могила радянських воїнів та пам'ятник воїнам-землякам                                                                                              | 799             | с. Ясенове, Чернеччинська сільрада, центр                            |
| 61 | Братська могила радянських воїнів та пам'ятник воїнам-землякам                                                                                              | 800             | с. Ясенове, Чернеччинська сільрада, колишнє село Розкопи, біля школи |
|    | |                 |                                                                      |